# Bernard Barmasai
Bernard Barmasai (* 6. Mai 1974 in Keiyo) ist ein kenianischer Langstreckenläufer. Er gehörte seit Mitte der 1990er Jahre zu den weltbesten Hindernisläufern, bevor er sich ab 2004 auf den Marathonlauf spezialisierte.

## Karriere als Hindernisläufer
Seinen ersten bedeutenden Erfolg auf internationaler Ebene im Hindernislauf feierte er 1995 bei den Afrikaspielen in Harare, als er in 8:27,15 min den Titel holte.
Die wohl erfolgreichste Saison seiner gesamten Karriere hatte er 1997. Zunächst belegte er bei den Crosslauf-Weltmeisterschaften in Turin den sechsten Platz im Langstreckenrennen und gewann mit Kenia die Mannschaftswertung. Danach errang er bei den Weltmeisterschaften in Athen über 3000 Meter Hindernis die Bronzemedaille. Mit einer Zeit von 8:06,04 min erreichte er das Ziel zeitgleich mit seinem zweitplatzierten Landsmann Moses Kiptanui, der die drei vorangegangenen Weltmeisterschaften gewonnen hatte, und blieb nur zwei Zehntelsekunden hinter dem Sieger Wilson Boit Kipketer. Der frischgebackene Weltmeister verbesserte eine Woche später den Weltrekord Moses Kiptanuis um eine Zehntelsekunde auf 7:59,08 min. Doch nur wenige Tage später, am 24. August, steigerte Bernard Barmasai beim ASV-Sportfest in Köln seinerseits die Weltrekordmarke deutlich auf 7:55,72 min und schlug dabei Moses Kiptanui, der ebenfalls unter Wilson Boit Kipketers Rekordzeit blieb. Barmasais Rekord hatte genau vier Jahre lang Bestand, bis der Marokkaner Brahim Boulami ihn in Brüssel unterbot. Noch heute (Stand: März 2013) belegt Barmasai mit seiner Zeit den fünften Rang in der Ewigen Weltbestenliste.
1998 siegte Barmasai bei den Afrikameisterschaften in Dakar überlegen und stellte mit seiner Siegerzeit von 8:11,74 min einen neuen Meisterschaftsrekord auf. Bei den Commonwealth Games im selben Jahr in Kuala Lumpur gewann er die Silbermedaille im Hindernislauf. Mit 8:15,37 min musste er sich seinem siegreichen Landsmann John Kosgei nur um drei Hundertstelsekunden geschlagen geben.
Bei den Weltmeisterschaften 1999 in Sevilla konnte er den Erwartungen an ihn nicht ganz gerecht werden und wurde im Hindernislauf am Ende Fünfter in 8:13,51 min. Allerdings siegte er wenig später in München mit 8:06,92 min beim IAAF Grand Prix Final, der Vorgängerveranstaltung des Leichtathletik-Weltfinales. Noch kurz zuvor hatte Barmasai für einen Eklat gesorgt, als ihn der Leichtathletikweltverband IAAF wegen Manipulation aus der Wertung der Golden-League-Serie gestrichen hatte. Offenbar hatte er den späteren Weltmeister Christopher Koskei gebeten, ihn beim Leichtathletik-Meeting Weltklasse Zürich kurz vor den Weltmeisterschaften absichtlich gewinnen zu lassen.
Bei den Olympischen Spielen 2000 in Sydney verpasste Barmasai als Vierter in 8:22,23 min eine Medaille nur knapp. Im folgenden Jahr gelang es ihm jedoch, bei den Weltmeisterschaften in Edmonton die Bronzemedaille zu gewinnen. Er erreichte das Ziel in 8:16,59 min hinter seinem Landsmann, dem amtierenden Olympiasieger Reuben Kosgei, und Ali Ezzine aus Marokko. Es war Barmasais letzter bedeutender Erfolg als Hindernisläufer.

## Wechsel zum Marathon
Nachdem Barmasai seit 2001 mit andauernden Knieproblemen zu kämpfen hatte, beschloss er Ende 2003 schließlich, seine Karriere auf der Bahn zu beenden und zum Marathonlauf zu wechseln.
2004 gab er, nachdem er zunächst im März beim Paris-Halbmarathon in 1:02:05 h Sechster geworden war, sein Debüt auf der vollen Distanz beim Rotterdam-Marathon im April. Dort wurde er in 2:14:49 h Fünfzehnter. Besser lief es für ihn beim Amsterdam-Marathon 2005, als er in 2:10:52 h den vierten Platz belegte.
2006 folgte die bisher erfolgreichste Saison seiner Straßenlauf-Karriere. Im Frühjahr erzielte er beim Paris-Marathon  mit 2:08:52 h eine neue persönliche Bestzeit und wurde Dritter. Im September erreichte er beim Greifenseelauf Platz zwei. Einen Monat später belegte er beim Amsterdam-Marathon in 2:08:54 h ebenfalls den zweiten Rang. Dabei hatte er lediglich zwei Sekunden Rückstand auf den Sieger, seinen Landsmann Solomon Busendich.
Nachdem Barmasai 2007 das Rennen beim Vienna City Marathon vorzeitig aufgegeben hatte, startete er 2008 beim Hamburg-Marathon. Bis zur Hälfte des Rennens gehörte er zu einer großen Spitzengruppe, konnte jedoch später das Tempo nicht mehr halten. Am Ende wurde er in 2:13:12 h mit knapp sechs Minuten Rückstand auf den Sieger David Mandago Fünfzehnter. Beim Frankfurt-Marathon im selben Jahr erreichte Barmasai das Ziel nicht.

## Sonstiges
Bernard Barmasai hat bei einer Körpergröße von 1,73 m ein Wettkampfgewicht von 55 kg.

## Bestleistungen
Bahn:
- 1500 m: 3:37,24 min, 5. August 2000, Heusden-Zolder
- 3000 m: 7:36,40 min, 22. August 1997, Brüssel
- 5000 m: 13:23,23 min, 2. September 2003, Lüttich
- 3000 m Hindernis: 7:55,72 min, 24. August 1997, Köln

Straße:
- Halbmarathon: 1:02:05 h, 7. März 2004, Paris
- Marathon: 2:08:52 h, 9. April 2006, Paris